# Mickaël Buffaz

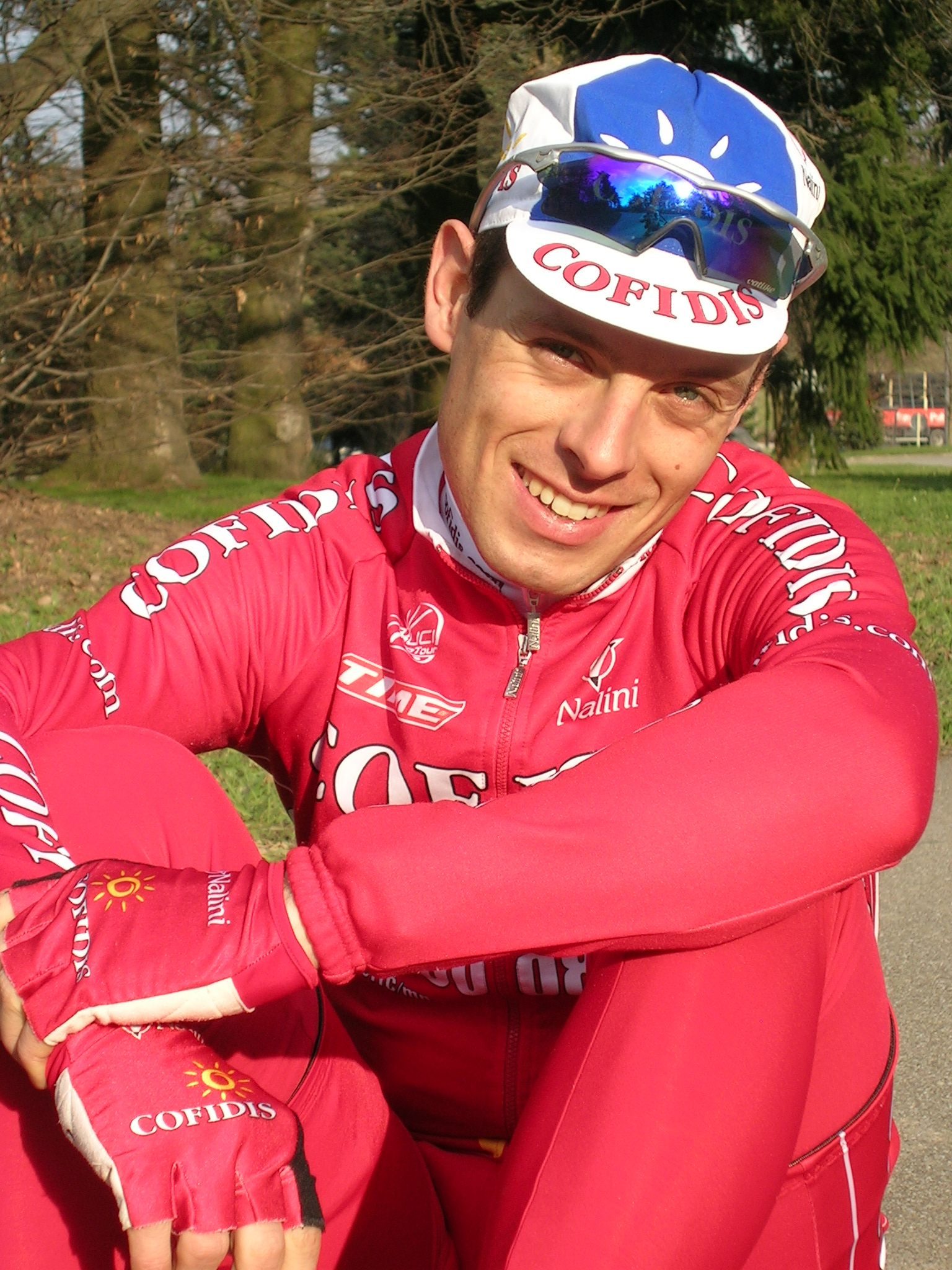
Mickaël Buffaz (2005)

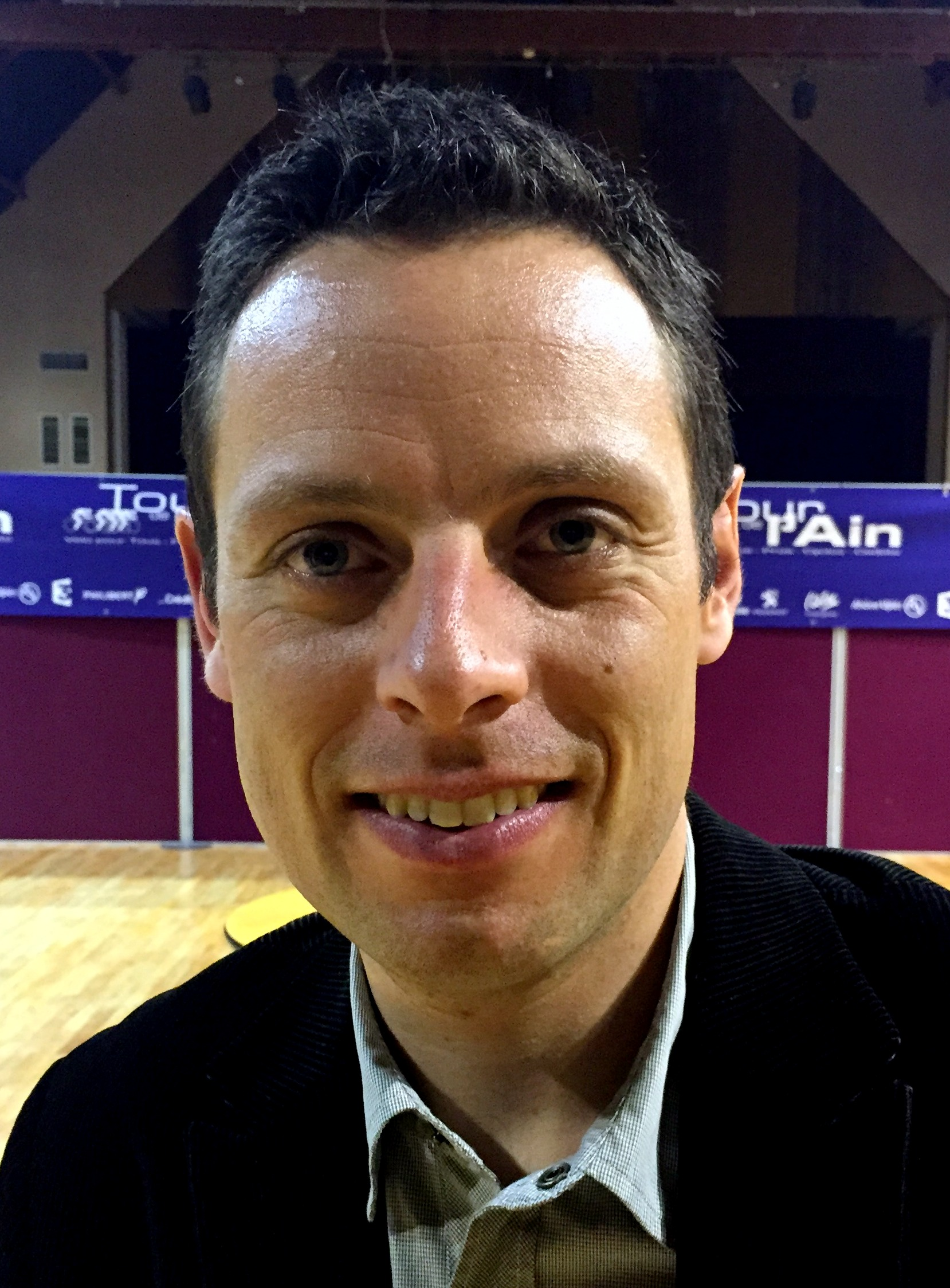
Buffaz (2015)

Mickaël Buffaz (* 21. Mai 1979 in Genf, Schweiz) ist ein ehemaliger französischer Radrennfahrer.
Mickaël Buffaz gewann 2002 das französische Eintagesrennen Paris–Troyes und die kleine Rundfahrt Tour de Gironde. Daraufhin bekam er einen Profivertrag bei Jean Delatour. In seinem ersten Jahr entschied er dann den Prix des Moissons für sich. 2004 wechselte er dann zu R.A.G.T. Semences-MG Rover. 2005 und 2006 fuhr Buffaz für das französische Professional Continental Team Agritubel. Seit der Saison 2007 geht er dann für das ProTeam Cofidis an den Start.
Ende der Saison 2012 beendete er seine Karriere als Berufsradfahrer.

## Erfolge
2002
- Paris–Troyes

2008
- Französischer Meister – Steherrennen

2009
- eine Etappe Tour de l’Ain

2010
- Gesamtwertung und eine Etappe Paris–Corrèze

## Teams
- 2003 Jean Delatour
- 2004 R.A.G.T. Semences-MG Rover
- 2005 bis 2006 Agritubel
- 2007 bis 2012 Cofidis

## Grand-Tour-Platzierungen
| Grand Tour            | 2007 | 2008 | 2009 | 2010 | 2011 | 2012 |
| --------------------- | ---- | ---- | ---- | ---- | ---- | ---- |
| Giro d’ItaliaGiro     | 126  | 121  | –    | DNF  | –    | –    |
| Tour de FranceTour    | –    | –    | –    | –    | 131  | –    |
| Vuelta a EspañaVuelta | –    | –    | 89   | –    | –    | 45   |